# Cratere Mirtos
Mirtos  è un cratere sulla superficie di Marte.